# Praça São Francisco
A Praça São Francisco é uma praça localizada no centro histórico da cidade brasileira de São Cristóvão, no estado de Sergipe. A Praça foi fundada junto com a cidade em 1607, e seu entorno possui edificações construídas entre os séculos XVII e XIX. Foi protegida em nível estadual e nacional e designada Patrimônio da Humanidade em 1º de agosto de 2010 pela UNESCO pelo seu valor como documento histórico, paisagístico, urbanístico e sociocultural do período da União Ibérica, sendo um importante representante dos modelos combinados de urbanismo português e espanhol, tendo em seu redor relevantes prédios históricos.

## História
São Cristóvão nasceu numa época em que o Brasil estava sob domínio espanhol através da União Ibérica, quando as coroas de Portugal e Espanha estavam sobre a mesma cabeça. A vila foi fundada para servir como ponte de ligação permanente entre as cidades de Salvador, na Bahia, e Olinda, em Pernambuco, e como vigia do acesso aos rios importantes da região, que estavam em constante perigo de ataque de piratas franceses. O primitivo povoado foi estabelecido, portanto, em um ponto estratégico.
Fundado por Cristóvão de Barros, inicialmente sua localização era num istmo formado pelo rio Poxim, perto da atual Aracaju, mas foi transferido em 1594-95 e novamente em 1607, fixando-se no presente sítio, nas proximidades do rio Paramopama, a 21 km de Aracaju. Em 1636 a cidade foi invadida, assaltada e incendiada pelos holandeses, sendo reconstruída a partir de 1645, quando seu controle foi recuperado pelos portugueses.
Desde então São Cristóvão adquiriu crescente importância, tornando-se a capital de Sergipe e um florescente entreposto comercial, além de atuar como o foco da colonização da região interiorana até 1855, quando Aracaju assumiu a função de capital. A cidade foi protegida pelo governo estadual em 1938 como um monumento histórico, e nas décadas seguintes vários edifícios do entorno foram tombados. Em 1967 foi tombada em nível nacional pelo IPHAN. Em 2010, foi declarada Patrimônio da Humanidade pela UNESCO.

## O sítio histórico

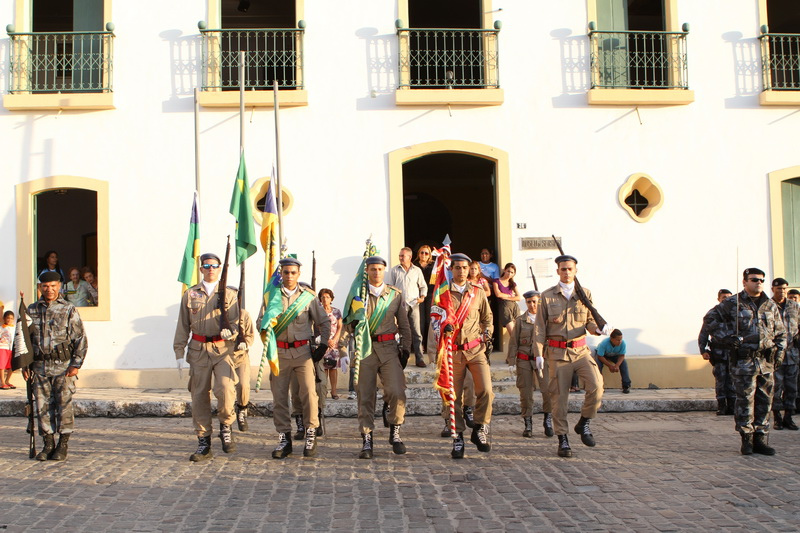
Solenidade de entrega do diploma de Patrimônio Cultural da Humanidade à Praça de São Francisco, diante do Palácio Provincial.

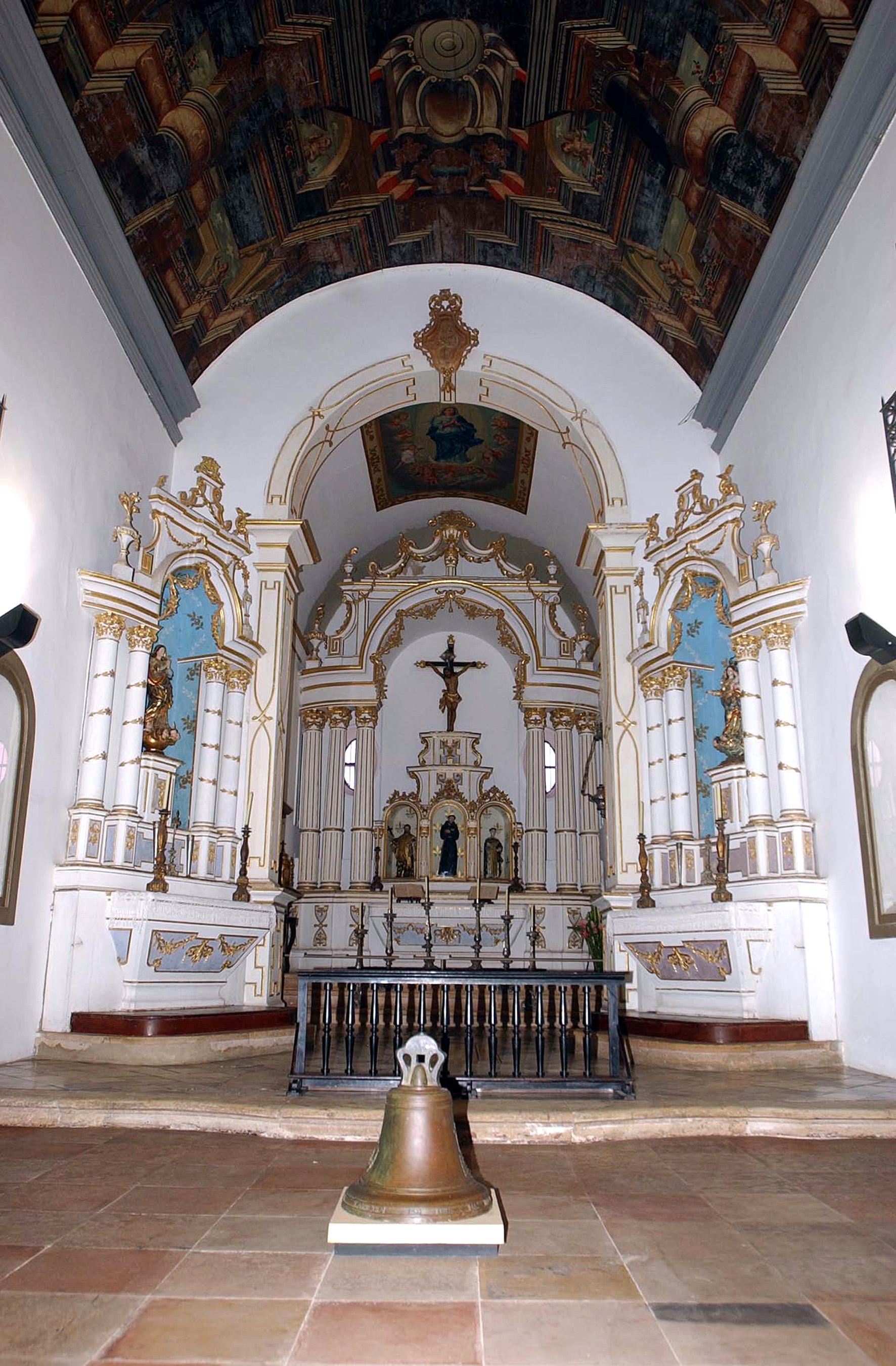
Interior da Capela da Ordem Terceira de São Francisco.

São Cristóvão divide-se em duas zonas distintas: a cidade baixa, onde se localizam o porto, as fábricas e o casario popular, e a cidade alta, instalada no topo de uma colina, onde surgiu a Praça São Francisco, que desde sua concepção recebeu as sedes dos poderes civil e religioso, sendo um ponto privilegiado para a observação desta parte do litoral, cumprindo também uma função militar.
A Praça é um espaço aberto quadrangular com 73 x 51 metros, pavimentado de pedra, e rodeado de importantes edificações históricas, como a Igreja e Convento de São Francisco, a Santa Casa de Misericórdia com sua igreja e o Palácio Provincial, além de um casario antigo que data dos séculos XVIII e XIX. Sua configuração reflete influência tanto espanhola quanto portuguesa, sendo organizada como uma Plaza Mayor, espaço público típico da tradição espanhola, seguindo as prescrições estabelecidas nas Ordenações Filipinas, mas inserida em uma malha urbana derivada do modelo português de colonização.
Trata-se de um conjunto arquitetônico, urbanístico e paisagístico de excepcional homogeneidade e integridade, um exemplo representativo do período em que foi formada, sendo considerada pela UNESCO como "uma notável simbiose do planejamento urbano das cidades de Portugal e Espanha", e como um "notável exemplo de conjunto arquitetônico harmonioso e coerente, preservado como um monumento social da cidade e um lugar de importantes manifestações culturais e sociais. Ela é um paradigma de planejamento urbano integrado e racional e de adaptação às especificidades da topografia local", estando em bom estado geral de conservação, o que preservou sua autenticidade, um critério importante na definição do local como Patrimônio da Humanidade. A Praça está inserida no Centro Histórico de São Cristóvão, que também tem proteção legal.

### Monumentos
A Igreja e Convento de São Francisco delimitam o lado norte da Praça. São um exemplo representativo da construção franciscana. A construção foi autorizada em 1657 e iniciada em 1693. O claustro conventual tem uma estrutura de seis arcadas em cada lado, tendo por certo tempo abrigado o Tesouro. Caiu em abandono por muitos anos e foi reconstruído em 1902. A igreja se projeta para dentro da Praça, enquanto a igreja da Ordem Terceira, que fica anexa, está em um plano recuado, criando um movimento que contribui para a beleza do conjunto, diante do qual foi instalado um grande cruzeiro.
O Palácio Provincial é uma edificação em dois níveis, localizada no lado sul. Não se conhece a sua data de construção, mas foi remodelado em 1826. Serviu como a sede do Governo até que a capital foi transferida para Aracaju, e hoje abriga o Museu Histórico do Estado. O Palácio da Assembleia fecha um dos cantos da Praça. A Santa Casa localiza-se no lado leste e data da fundação da cidade. Sua igreja, de fachada simples e um interior Barroco, é do século XVIII. Completa o conjunto um expressivo casario dos séculos XVIII e XIX.